# Ferhat Mehenni

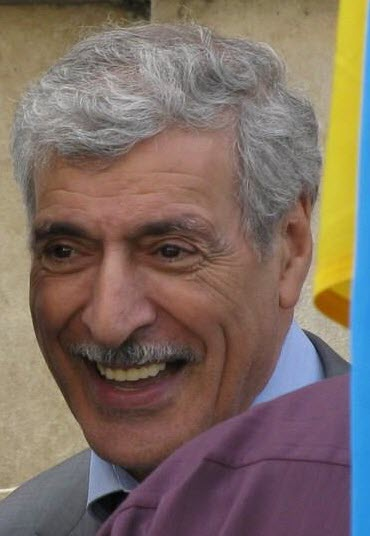
Ferhat Mehenni in 2011

Ferhat Mehenni (Kabylisch: ⴼⵔⵃⴰⵜ ⵎⵀⵏⵉ, Ferḥat Mḥenni) (Kabylië, Algerije, 5 maart 1951) is een bekende Noord-Afrikaanse zanger en tevens een politiek activist.
Ferhat Mehenni is een Algerijnse Berber die ijvert voor een meer onafhankelijke status van Kabylië, een streek in het noorden van Algerije waar hoofdzakelijk Berbers wonen.
Evenals de in 1998 vermoorde Matoub Lounès levert hij in zijn liederen zowel kritiek op het moslimfundamentalisme als op de Algerijnse regering en zet hij zich in voor een verdergaande erkenning van het Berbers.
Zijn strijd als activist en protestzanger heeft hij onder meer al met een gevangenisstraf moeten bekopen.
Op 26 augustus 2021 vaardigde Algerije een internationaal arrestatiebevel uit voor Ferhat Mehenni.
- Bibliothèque nationale de France: cb13195117t (data)
- Gemeinsame Normdatei: 121670708
- International Standard Name Identifier: 0000 0003 6864 1624
- Library of Congress Control Number: n98027527
- MusicBrainz: d4c08be3-e48f-4f2a-a678-dfe7b1ac6237
- Système universitaire de documentation: 035534303
- Virtual International Authority File: 49366394
- WorldCat: E39PBJtX84rDQrWmxY9KMvBByd